# Rio Preto (Santa Catarina)
O rio Preto é um rio brasileiro do estado de Santa Catarina, afluente pela margem esquerda do rio Negro. Nasce e mantém toda sua extensão nos domínios do município de Rio Negrinho.